# Parkhuset

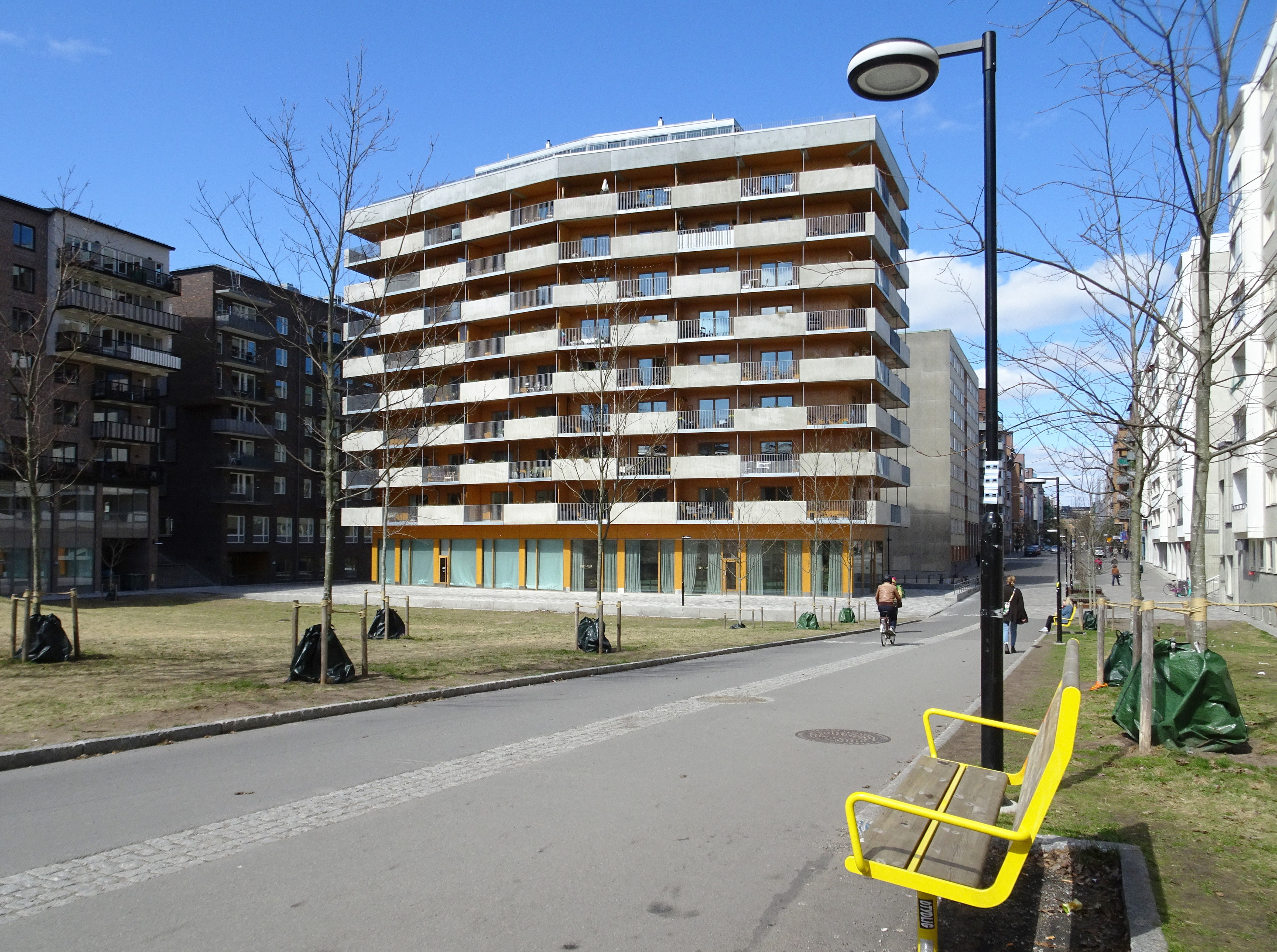
Parkhuset från söder april 2022.

Parkhuset (fastighet Libellen 1) kallas ett flerbostadshus vid Bjälbogatan 26–32 i anslutning till Rosenlundsparken på Södermalm i Stockholm. Det sexkantiga huset med fasader i trä är resultatet av en arkitekttävling som vanns av arkitektkontoret Vera Arkitekter. Byggnaden utsågs till en av kandidaterna för Årets Stockholmsbyggnad 2022.

## Planering
Tomten var tidigare en del av Rosenlundsparken, enda bebyggelsen bestod av en förskola från 1970-talet som revs. I enlighet med Promenadstaden, Stockholms översiktsplan från 2012, fastställdes en ny detaljplan för området som vann laga kraft i februari 2015. Detaljplanen ingår i ett utvecklingsområde kring Rosenlundsparken. Den omfattar cirka 225 nya bostäder i flerbostadshus, dessutom sex avdelningar förskola i Rosenlundsparken, en ny lokalgata (Bjälbogatan), samt ett fristående flerbostadshus med lokaler i bottenvåningen. Det senare kom att kallas Parkhuset för vilket Stockholmshem fick markanvisning.

## Arkitekttävling
För sitt projekt Parkhuset arrangerade Stockholmshem en inbjuden projekttävling i samarbete med Stockholms stad och Sveriges Arkitekter. Den nya byggnaden skulle bilda fond i parken mot norr. I tävlingsprogrammet önskade man även att det nya bostadshuset skulle utformas som en solitär i kontrast till omkringliggande tättbebyggda stadskvarter. Tävlingen pågick mellan februari och april 2013. Sex arkitektkontor deltog i tävlingen som vanns av Vera Arkitekter med sitt förslag Pelouse (efter franskan pelouse för gräsmatta). Karolina Keyzer, en av tävlingens jurymedlemmar och dåvarande stadsarkitekt i Stockholm, konstaterade att "juryn var lite förvånad över att inget av arkitektteamen tagit ut svängarna mer när möjligheten gavs".

## Byggnadsbeskrivning
Det sexkantiga Parkhuset innehåller 32 lägenheter om fyra rum och kök samt lokaler i bottenvåningen. Högst upp anordnades en gemensam takterrass med vinterträdgård. Byggnaden är ett nio våningar högt lamellhus med fasader klädda i trä. Runt huset löper balkonger vars fronter i betong är utformade som planteringslådor och ger kontrast och horisontalverkan. Än så länge ger fasaderna ett något monotont intryck men det kommer troligen förändras när den planerade växtligheten täcker delar av fasaderna.
Parkhuset nominerades tillsammans med nio andra kandidater till Årets Stockholmsbyggnad 2022 med följande motivering:
| ” | Med sina brutna fasadlinjer skapas tilltalande proportioner i en fin volym som samverkar med balkongernas rytm och mötet med marken. De generösa och gröna balkongerna bidrar till en dialog med den omgivande parken. Husets varma träpaneler står i kontrast till den råa betongen men samverkar fint i materialmötet och skapar en spännande helhet. Byggnaden samspelar med den befintliga arkitekturen runt omkring men har sin egen identitet på platsen. | „ |

## Bilder

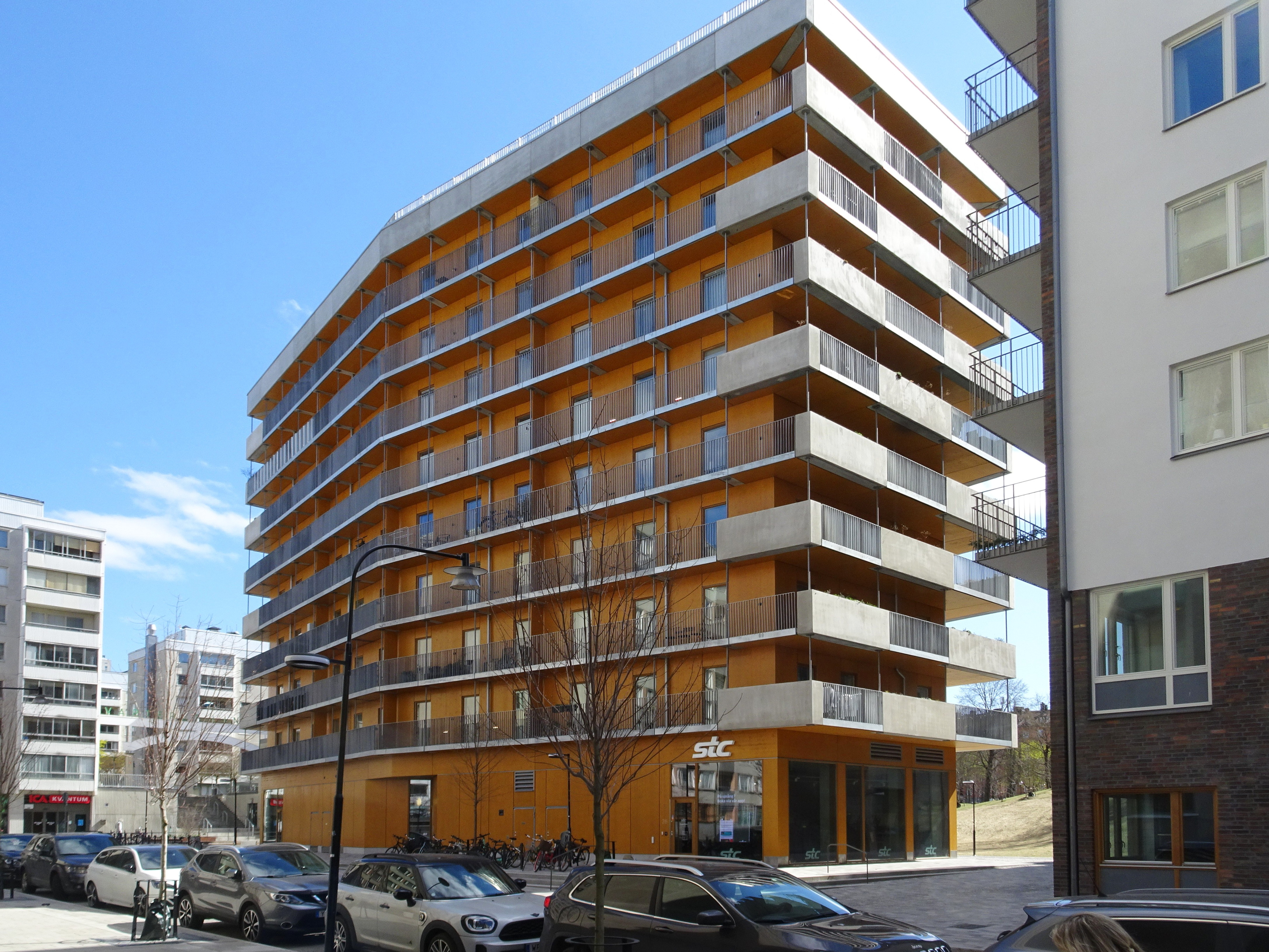
Fasad mot Bjällbogatan.
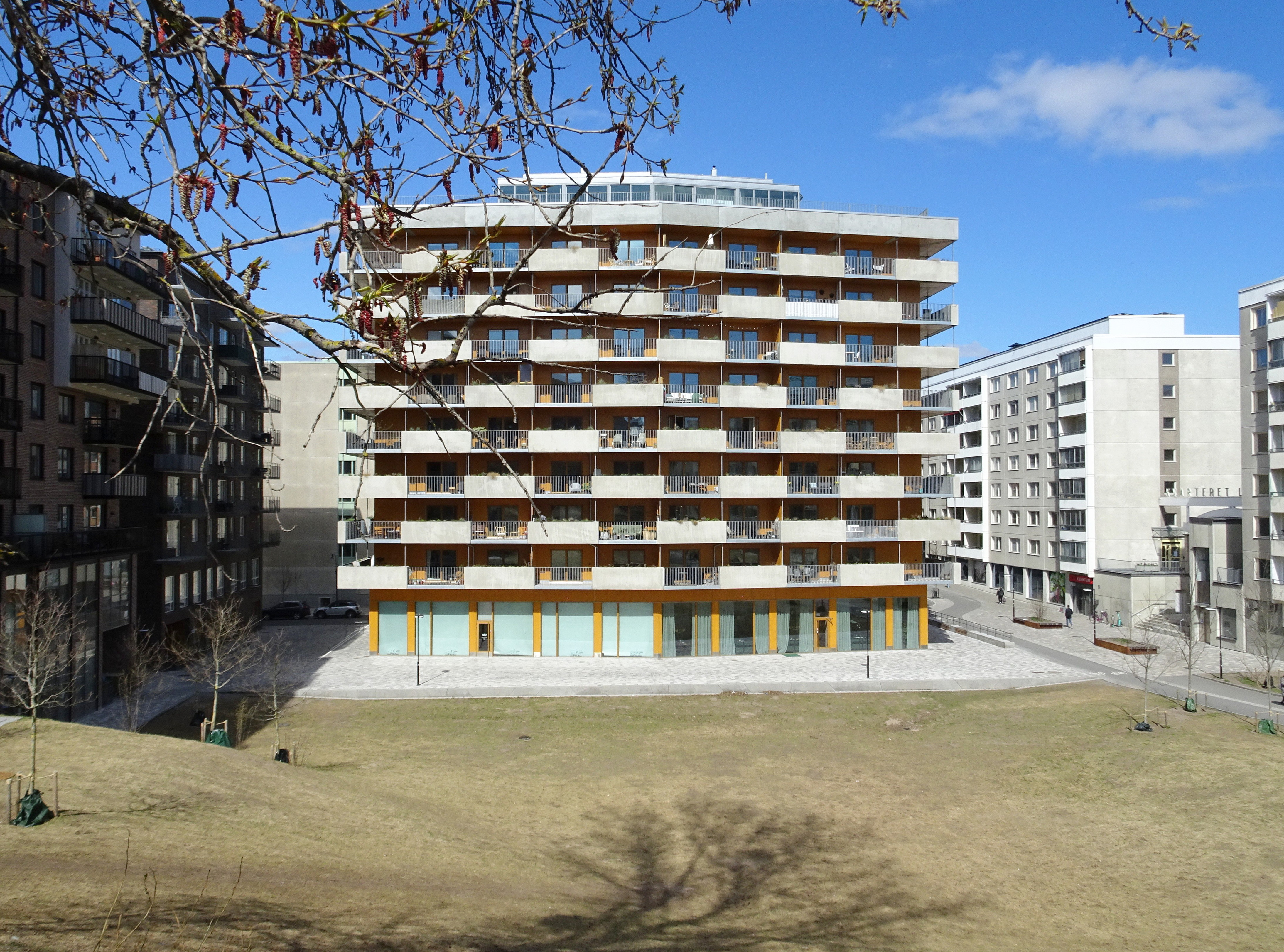
Fasad mot Rosenlundsparken.
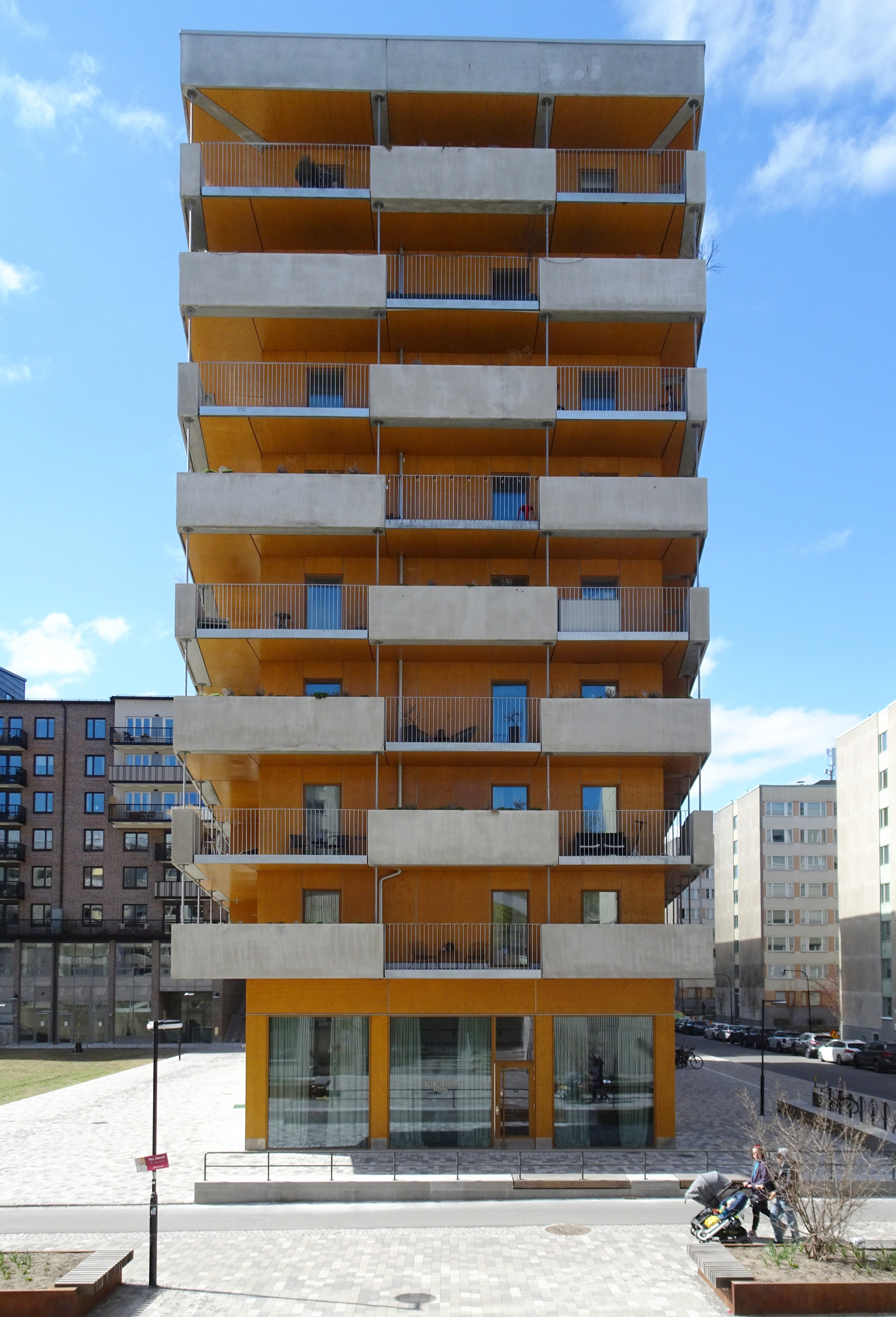
Östra gaveln.
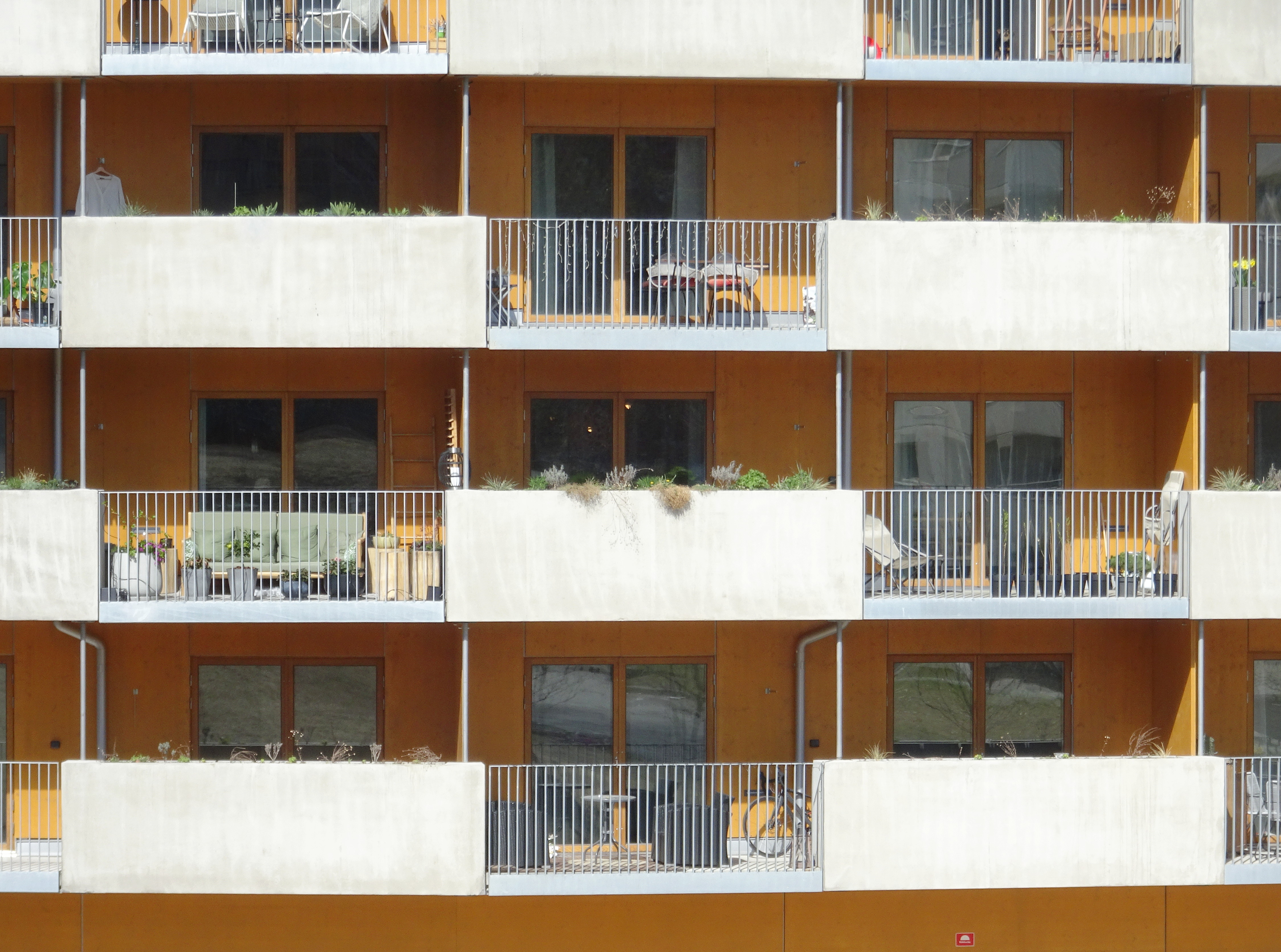
Parkhusets balkonger.
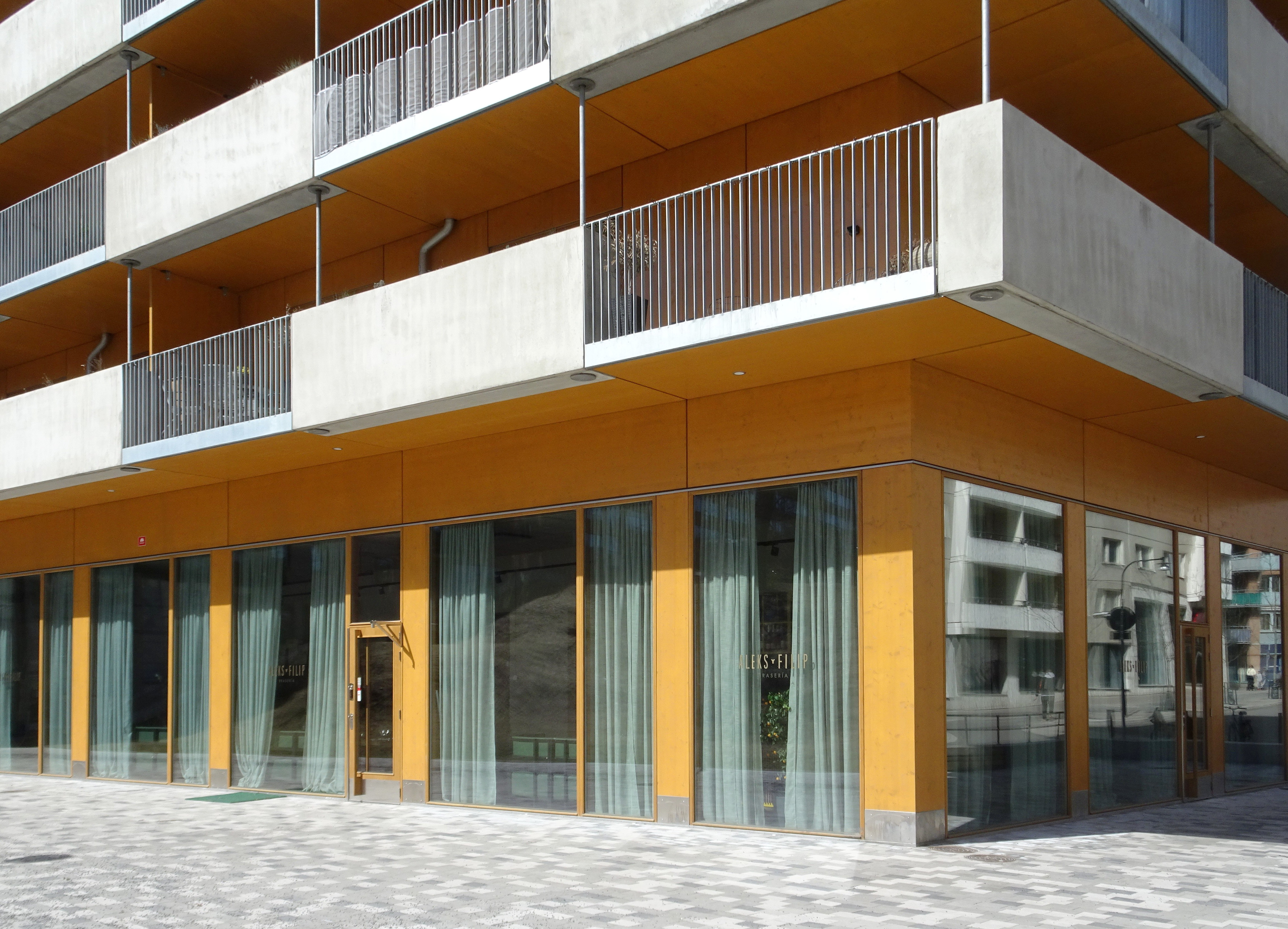
Bottenvåningens lokaler.